# L'Ami du peuple (1848)
Pour les articles homonymes, voir L'Ami du peuple.

L’Ami du peuple est un journal révolutionnaire qui parut à Paris, à vingt et une reprise, du 27 février au 14 mai 1848, sous la direction de François-Vincent Raspail.
Le journal reprend le titre du journal fondé par Jean-Paul Marat en 1790.